# 34026 Valpagliarino
2000 OA25 (asteroide 34026) é um asteroide da cintura principal. Possui uma excentricidade de 0.19842610 e uma inclinação de 2.69607º.
Este asteroide foi descoberto no dia 23 de julho de 2000 por LINEAR em Socorro.